# Самопоміч (об'єднання українців у США)
Об'є́днання украї́нців Аме́рики «Самопо́міч» — суспільно-допомогова організація, заснована 1947 року в Нью-Йорку новоприбулими до США українськими іммігрантами. Має 22 відділи у різних містах США. Головами централі «Самопоміч» були: П. Андрусів, В. Калина, Ю. Ревай, С. Спринський, Є. Лозинський та інші. З існуючих спершу при «Самопомічі» професійних секцій (інженерів, учителів, студентів) постали згодом окремі товариства. За ініціативою «Самопомічі» організувалися й розвинулися при більшості з її відділів під назвою «Самопоміч» — кредитові кооперативи (нині: кредитні спілки). Органом «Самопомічі» з 1950 був журнал «Новий Світ», з 1959 під назвою — «Наш світ».

## Джерело
- Енциклопедія українознавства : Словникова частина : [в 11 т.] / Наукове товариство імені Шевченка ; гол. ред. проф., д-р Володимир Кубійович. — Париж — Нью-Йорк : Молоде життя, 1955—1995. — ISBN 5-7707-4049-3.